# Hüne

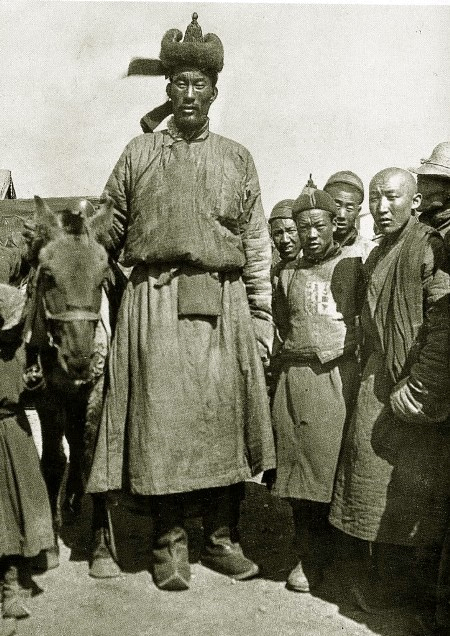
Der hünenhafte Mongole Öndör Gongor, 1922

Ein Hüne (Plural: Hünen) ist ein übermenschlich großes und starkes Wesen, ein Riese. Im übertragenen Sinne wird der Begriff auch oft für einen groß gewachsenen und athletischen Mann verwendet.
Hüne lässt sich auf das mittelhochdeutsche hiune und das niederdeutsche hûne mit der Bedeutung Riese zurückführen. In diesem Sinne geht unter anderem auch die Bezeichnung des Hünengrabs der Megalithkulturen auf die Vorstellung zurück, es handele sich dabei um ein „Grab für Riesen“.
Durch den Hunneneinfall während der Völkerwanderung wurden die Hunnen in Europa ein Inbegriff der Bedrohung. Obwohl die Hunnen den Germanen körperlich nicht überlegen waren, sprach man ihnen bald möglicherweise übermenschliche Kräfte zu, um ihre scheinbare Unbesiegbarkeit zu erklären. So könnte Hüne zum Begriff für einen sehr starken und großen Menschen und in der Folge zum Synonym für Riese geworden sein. Etliche Autoren bezweifeln jedoch die Herleitung des germanischen Wortstammes Hûn- von Hunne.
Burgen werden in der Sage oft mit Hünen in Zusammenhang gebracht, weshalb der Name Hünenburg eine gängige Namensgebung für eine Burg ist. Beispiele sind etwa die Hünenburg auf dem Hahnenberg bei Büren-Brenken, die Hünenburg bei Bielefeld-Brackwede und die Hünenburg im Barbruch bei Delbrück-Boke.
Die Spieler des niedersächsischen Volleyball-Bundesligisten SVG Lüneburg aus der gleichnamigen Hansestadt werden in Anlehnung an die hochgewachsenen Männer als LüneHünen bezeichnet.